# Vela ai VII Giochi del Mediterraneo
Le competizioni relative alla vela ai VII Giochi del Mediterraneo si sono svolte ad Algeri.
Per questo sport sono state organizzate le seguenti prove, le quali hanno interessato esclusivamente gli uomini:
- Flying Dutchman
- 470
- Finn

per un totale di 3 medaglie d'oro messe in palio.

## Podi

### Uomini
| Evento          | Oro                                   | Perform. | Argento                                       | Perform. | Bronzo                                        | Perform. |
| Finn            | Mauro Pelaschier                      | 26.0     | Anastasios Boudouris                          | 35.0     | Ilias Hatzipavlis                             | 35.4     |
| Flying Dutchman | Francia Yves Pajot Marc Pajot         | 8.0      | Spagna Alejandro Abascal José Maria Benavides | 27.4     | Italia Carlo Croce Luciano Zinali             | 29.4     |
| 470             | Italia Roberto Vencato Roberto Sponza | 23.1'    | Spagna Antonio Gorostegui Pedro Luis Millet   | 27.4     | Francia Hubert Follenfant Philippe Follenfant | 31.0     |

## Medagliere
| Posizione | Paese   |   |   |   | Totale |
| --------- | ------- | - | - | - | ------ |
| 1         | Italia  | 2 | 0 | 1 | 3      |
| 2         | Francia | 1 | 0 | 1 | 3      |
| 3         | Spagna  | 0 | 2 | 0 | 1      |
| 4         | Grecia  | 0 | 1 | 1 | 2      |
| Totale    | Totale  | 3 | 3 | 3 | 9      |